# 穹隆银城
穹隆银城（藏文：ཁྱུང་ལུང་དངུལ་མཁར，威利：khyung lung dngul mkhar），又寫為瓊隆銀城，是西藏古代象雄王国的都城。

## 名称语义
现代藏语中一般称其为“琼隆威卡尔”。“琼”是大鹏鸟，“隆”意为“地方”，“琼隆”也就是大鹏鸟居住的地方。“威”本意是银子，这里引申为银色，“卡尔”是城堡。据《万部论》记载：苯教创始人辛饶弥沃骑着大鹏鸟到世间去传法，降落的第一个地方在象雄，故有苯教之早象雄之说。

## 考古
2004年年中，四川大学考古系与西藏自治区文物局人員一同至象泉河上游流域进行了一个多月的考古调查，在噶尔县门士乡境内找到一座古城遗址，并采集到大量文化遗物，专家认为这极可能是西藏古“象雄”时期的都城“琼隆银城”。
2012年6月—8月，中国社会科学院考古研究所与西藏自治区文物保护研究所联合对西藏阿里地区噶尔县门士乡卡尔东城址及故如甲木墓地进行了测绘和试掘。发掘表明故如甲木墓地是一处分布相当密集的象雄时期古墓群，并与象雄都城“琼隆银城”有着密不可分的关系。